# Hazara
Hazara (persisch هزاره Hazāra; auch Hasara oder veraltet Hesoren) bilden eine Ethnie, deren Mitglieder traditionell um und in Afghanistan leben. Ihr Hauptsiedlungsgebiet ist die zentralafghanische Region Hazāradschāt (هزارجات) oder Hazāristān (هزار‌ستان) im Bamiyan-Tal. Hazara leben auch in Pakistan und Iran. Hazara sind, nach den Paschtunen und Tadschiken, die drittgrößte offiziell anerkannte ethnische Gruppe Afghanistans und ihre Zahl beträgt im Jahr 2025 je nach Schätzung etwa 3,9 Millionen. Sie sind persischsprachig und gehören, anders als die sunnitische Mehrheit des Landes, überwiegend der schiitischen Konfession an. In Hazāradschāt sprechen sie einen persischen Dialekt, der als Hazaragi bezeichnet wird.

## Siedlungsgebiete

Ethnische Karte von Afghanistan, das Hazara-Gebiet ist dunkelgrün

Die Hauptsiedlungsgebiete der Hazara sind die afghanischen Provinzen Bamiyan, Daikondi (ehemals nördlichster Bezirk von Oruzgan), Ghazni, Logar, Wardak und Kabul sowie weitere Städte außerhalb des Hazaradschat. Ein weiterer Siedlungsschwerpunkt ist die pakistanische Region Hazara.
Zudem leben circa 1,567 Millionen von ihnen im Iran (1993, geschätzt) und circa 956.000 in Pakistan, wo sie in Quetta in den Stadtvierteln Hazara Town, New Hazara Town, Hazara Colony und Mari Abad die Mehrheit der Bevölkerung bilden. Die Ansiedlung der Hazara in Pakistan erfolgte im 19. Jahrhundert und erreichte ihren Höhepunkt in den 1890er Jahren während des Völkermords durch den afghanischen Emir Abdur Rahman Khan. Damals wurden zwei Drittel der Hazara in Afghanistan ermordet oder vertrieben. Während der britischen Kolonialherrschaft wurden sie von den Briten als Bürger Quettas anerkannt. Die Hazara in Quetta lernen überwiegend Hazaragi als Muttersprache, wobei der dortige Dialekt des Hazaragi viele Wörter aus dem pakistanischen Urdu, dem Englischen und dem Paschtunischen enthält, sich in der Aussprache deutlich dem Urdu angenähert hat und als Quettagi bezeichnet wird. Die Hazara von Quetta sind von den Hindkowans zu unterscheiden, die Hindko sprechen und im ehemaligen Regierungsbezirk Hazara in der Provinz Khyber Pakhtunkhwa leben.
Zudem leben besonders viele (30.000) Hazara in Australien. In Europa leben viele Hazara in Skandinavien und Wien. In Deutschland hingegen leben relativ wenig Hazara, wobei ihr Anteil unter den seit 2015 ankommenden Flüchtlingen allerdings hoch ist.

## Herkunft und Abstammung
Hinsichtlich der Abstammung der Hazara gibt es verschiedene Ansichten. 
Die Hazara in Afghanistan sind genetisch eng mit den Usbeken des Landes verwandt, unterscheiden sich jedoch deutlich von den Tadschiken und Paschtunen. Insgesamt zeigen sie eine starke genetische Nähe zu den turksprachigen Bevölkerungen Zentral- und Ostasiens. Einige wissenschaftliche Untersuchungen deuten darauf hin, dass die Ursprünge der Hazara in Zentralasien liegen und sie mit den dort lebenden Turkvölkern verwandt sind.
Abdul Hai Habibi betrachtete den Namen „Hazara“ als sehr alt und leitete ihn von dem Wort „Hazala“ ab, das sich im Laufe der Zeit zu „Hazara“ gewandelt habe. Dieses Wort bedeute „gutherzig“ oder „freundlichen Herzens“.
Henry Hoyle Howorth, britischer Autor zahlreicher historischer Sachbücher, führte 1888 die Hazara auf die Chasaren zurück und sah das Wort „Hazara“ als eine abgewandelte Form von „Chasar“ oder „Chazar“ an. Seiner Ansicht nach stammen sie ursprünglich von den türkischen Völkern aus der Umgebung des Kaspischen Meeres ab.
Der Name hazāra wird meist mit dem persischen Wort für „Tausend“ in Verbindung gebracht und entspricht dem mongolischen Begriff мянгат myangat, deutsch ‚Tausendschaft‘, für eine Einheit der Mongolenarmee unter Dschingis Khan. Eine (teilweise) turko-mongolische Abstammung der Hazara gilt in der Fachwelt als gesichert und wird durch genetische Studien am Y-Chromosom unterstützt.
Die Bezeichnung Hazara wurde im Laufe der Geschichte für viele, heterogene Gruppierungen verwendet. In der Forschung besteht jedoch weitgehend Einigkeit, dass die Hazara ein Mischvolk sind, entstanden aus turk- und mongolischsprachigen Gruppen sowie der iranischsprachigen Bevölkerung in Chorasan.
Die früheste bekannte schriftliche Erwähnung des Wortes Hazara findet sich Anfang des 16. Jahrhunderts im Baburnama, der Autobiografie Baburs.

## Sprache
Die Hazara sind nach den Tadschiken die zweitgrößte persischsprachige Gruppe Afghanistans. In ländlichen Gebieten, vor allem im nach ihnen benannten Hazaristan bzw. Hazāradschāt, sprechen sie einen eigentümlichen und kennzeichnenden persischen Dialekt mit vielen türkischen und mongolischen Wörtern, der als Hazaragi bezeichnet wird. Ohne dass es sich in dessen Schreibweise bemerkbar macht, tritt in der Aussprache neben dem stimmlosen alveolaren Plosiv vereinzelt auch der stimmlose retroflexe Plosiv (z. B. موتر moʈaɾ) auf. Charakteristische Wortendungen sind „ai“ und „o“. So heißt beispielsweise Dari bač„a“ ‚Junge‘ in Hazaragi bač„ai“.
In städtischen Gemeinden, wie etwa in Kabul oder Herat, sprechen die Hazara weitgehend Dari, einen lokalen Dialekt des Standardpersischen.
Anscheinend hat sich das Persische erst seit dem 18. Jahrhundert bei den Hazara vollends durchgesetzt. Bis zum Ende des 20. Jahrhunderts sprachen in der Nähe Herats noch eine Handvoll Hazara die alte Sprache Moghol, ein weitgehend unverfälschtes Mongolisch, welches ansonsten überall verschwunden war und möglicherweise heute ausgestorben ist.

## Religion
Die Hazara gehören innerhalb des schiitischen Islam mehrheitlich der Zwölfer-Schia an. Bis heute bilden sie eine isolierte und bedeutende schiitische Gemeinde im traditionell sunnitischen Zentralasien.

## Politische Situation und Diskriminierung

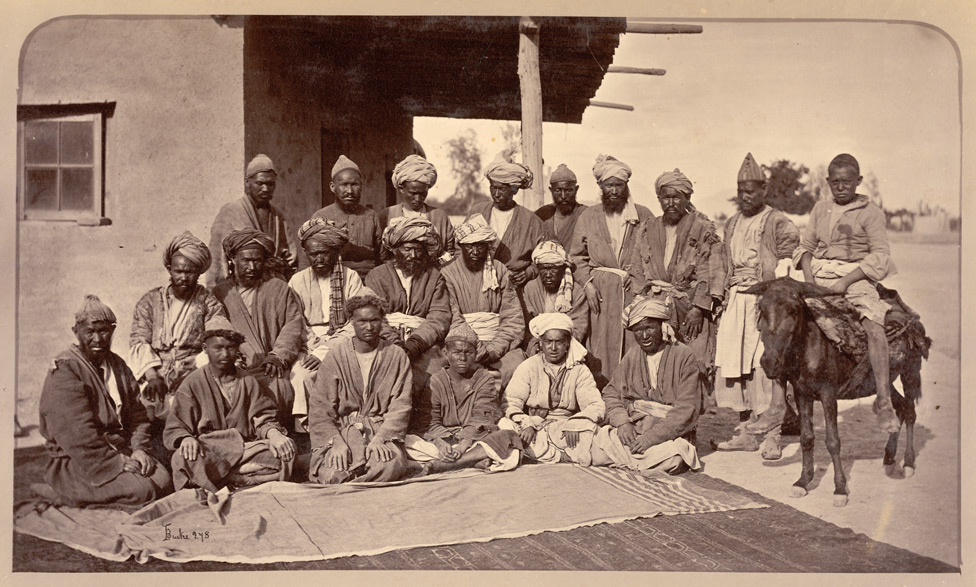
Besudi-Stammesführer (1879)

Die Hazara wurden nach dem Fall der schiitischen Safawiden und der Gründung des modernen Afghanistan, wo sie sowohl eine ethnische als auch eine konfessionelle Minderheit darstellen, immer wieder Opfer von Diskriminierung, besonders durch die paschtunische Elite. Nach der gewaltsamen Vereinnahmung des Hazaradschat verübte der Paschtune Abdur Rahman Khan in den 1890er Jahren einen Völkermord an den Hazara. Rahman Khan hatte alle Ethnien Afghanistans unter seine Kontrolle und Steuerpflicht gebracht bzw. bringen wollen. Viele Hazara wollten ihre faktische Unabhängigkeit behalten, rebellierten, unterlagen und wurden zu hunderttausenden ermordet, vertrieben oder versklavt. Mehr als die Hälfte der damaligen Hazara-Bevölkerung soll in den Jahren bis 1893 so ums Leben gekommen oder geflohen sein.
Im Zuge der repressiven Politik der Demokratischen Volkspartei Afghanistans (DVPA) nach der Saurrevolution 1978 kam es landesweit zu bewaffneten Aufständen. Aus Furcht vor dem Einfluss des Irans wurden die Hazara besonders stark verfolgt. Präsident Hafizullah Amin veröffentlichte im Oktober 1979 eine Liste von 12.000 Opfern der Taraki-Regierung. Darunter waren 7.000 Hazara, die im berüchtigten Gefängnis Pul-i Charki erschossen wurden.
Im afghanischen Bürgerkrieg entstand die Hizb-i Wahdat („Partei der Einheit“) als schiitische politisch-militante Gruppierung, die von den Hazara dominiert wurde. Ihr geistiger und ideologischer Vater, Abdul Ali Mazari, wurde 1995 bei Kämpfen gegen die Taliban gefangen genommen und ermordet oder starb bei einer Schießerei. Im Verlauf des Krieges kam es wiederholt zu Übergriffen an der Hazara-Zivilbevölkerung. So wurden 1993 bei den Angriffen der Dschamiat-i Islāmi unter Ahmad Schah Massoud sowie der Ittihād-i Islāmi unter Abdul Rasul Sayyaf auf Stellungen der Hizb-i Wahdat in Kabul erstmals auch gezielt Angehörige der dortigen Hazara-Bevölkerung getötet. Die schlimmsten Übergriffe stellten die Massaker der Taliban 1997 bei der Rückeroberung Mazār-i Scharifs (bei der mindestens 2000 Menschen durch die Taliban ermordet wurden) sowie 2001 nach der Wiedereinnahme des Hazaradschats. Vorausgegangen waren Massenexekutionen an den Taliban durch usbekische Truppen nach deren misslungenem Angriff auf Mazār-i Scharif im Jahr 1996.

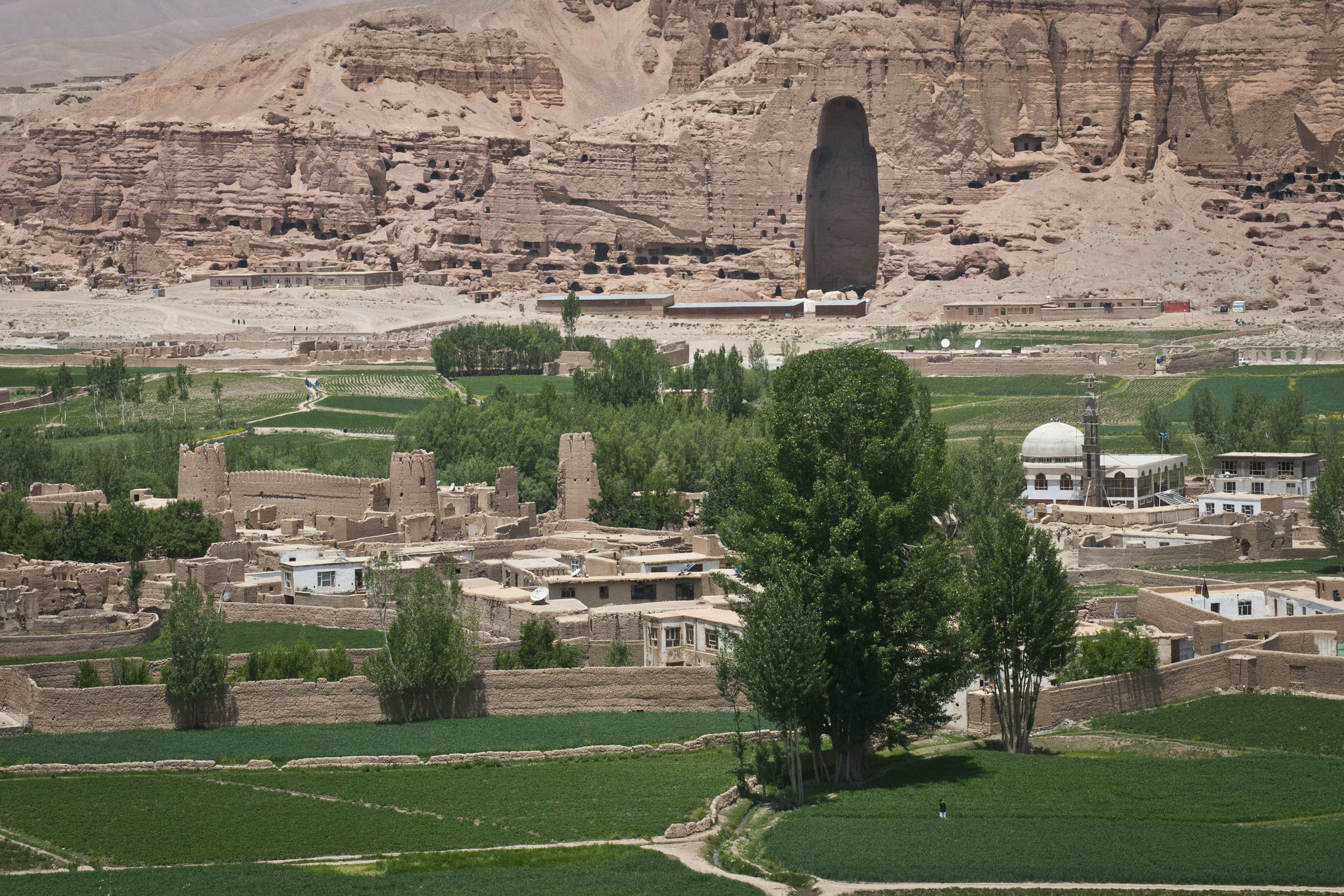
Das Bamiyan-Tal, wo die Buddha-Statuen von Bamiyan standen (2012)

Vor dem Bürgerkrieg und der sowjetischen Invasion besuchten jährlich bis zu 100.000 Touristen das Hazaradschat, um die Buddha-Statuen von Bamiyan zu sehen, vor ihrer Zerstörung durch die Taliban im Jahr 2001 die größte Touristenattraktion Afghanistans. In den nachfolgenden Jahren wurde unter anderem durch Spenden des Aga Khan mit hohem finanziellen Aufwand versucht, den Tourismus in der Region wieder zu beleben. So wurden neben Volksfesten diverse Sportwettbewerbe ausgetragen und neue Hotels errichtet.
2006 geriet der indische Film Kabul Express des paschtunischen Regisseurs Kabir Khan im Zusammenhang mit der Diskriminierung der Hazara in die Kritik; ihm wurden rassistische Beleidigungen der Hazara vorgeworfen. Literarisch wurde die Diskriminierung der Hazara im Bestsellerroman Drachenläufer des Autors Khaled Hosseini thematisiert.
Nach dem Sturz des Taliban-Regimes galt Hazaradschat beispielsweise im Jahr 2015 als vergleichsweise sichere Region, in der Anschläge und der Anbau von Schlafmohn zur Opiumherstellung kaum verbreitet waren. Bewegen Hazaras sich außerhalb des Hazaradschats, müssen sie insbesondere aufgrund ihrer äußerlich erkennbaren ethnischen und konfessionellen Zugehörigkeit aber weiterhin damit rechnen, Opfer von gezielten Terroranschlägen zu werden. Dies gilt insbesondere für Anschläge durch die Taliban, zunehmend aber auch für solche der radikalislamistischen terroristischen Organisation Islamischer Staat.
Es gab große Fortschritte in der Schulbildung – auch von Mädchen, die teilweise sogar als Bildungswunder bezeichnet wurden. Lediglich aufgrund einer regional anknüpfenden Quotenregelung der afghanischen Regierung, welche sich zu Lasten der diskriminierten Minderheit der Hazara auswirkt, hat sich der Anteil der Hazara in der Studentenschaft verringert. Frauen haben bei den Hazara mehr Freiheiten als bei anderen Volksgruppen Afghanistans. Die Hazara Habiba Sarabi war von 2005 bis 2013 als Gouverneurin der Provinz Bamiyan landesweit die einzige Frau in diesem Amt. Eine weitere bekannte Hazara ist die Ärztin und Politikerin Sima Samar.
In Quetta werden die Hazara insbesondere durch die radikalislamistische terroristische Organisation der Lashkar-e-Jhangvi verfolgt. Beispielsweise wurden am 4. Oktober 2011 bei einem Überfall auf einen vorwiegend mit Hazara besetzten Bus in Quetta 15 Menschen getötet. Zwölf davon waren Angehörige der Hazara. In der Folge demonstrierten 400 Angehörige vor dem behandelnden Krankenhaus gegen Diskriminierung ihres Volkes und beschuldigten die pakistanische Regierung, nicht für ihren Schutz zu sorgen. Allein zwischen 2008 und Mitte 2014 wurden mehr als 500 Hazaras getötet. Am 23. Juli 2016 sprengte sich ein Selbstmordattentäter inmitten eines Demonstrationszuges der Hazara auf dem Deh Mazang-Platz in Kabul in die Luft. Die Demonstration richtete sich gegen die Trassenführung einer neuen Hochspannungsleitung, die nach Ansicht der Demonstranten das Siedlungsgebiet der Hazara nicht mitversorgte. Bei dem Bombenanschlag kamen etwa 80 Menschen zu Tode und 230 wurden verletzt. Zum Anschlag bekannte sich der IS. Die Taliban verurteilten ihn. Am 12. April 2019 wurden in Quetta bei einem Bombenanschlag, der sich gegen die Hazara-Gemeinde richtete, 20 Personen getötet. Zum Anschlag bekannte sich der „Islamische Staat“. Am 2. Januar 2021 wurden in Machh (Belutschistan), elf Arbeiter einer Kohlemine – alle Hazara – von Terroristen des „Islamischen Staats“ entführt und später ermordet.
Mit der Machtübernahme der Taliban im Jahr 2021 begannen diese, die Hazara in Afghanistan erneut zu vertreiben.

## Musik
Die Musik der Hazara beruht auf Gesang, der nur gelegentlich von der Langhalslaute dambura (ähnlich der zentralasiatischen dombra) begleitet wird. Die Maultrommel tschang spielen ausschließlich Frauen. Die Gesangsstile werden nach den Geschlechtern kategorisiert: Frauen singen Wiegenlieder und Männer Liebeslieder. Daido ist eine spezielle Form des Ghasel und wird ohne instrumentale Begleitung gesungen. Die wichtigsten Gelegenheiten, um Musik aufzuführen, sind Hochzeiten und islamische Feiertage.

## Küche
In der Küche der Hazara gibt es einige spezielle Speisen wie Quruti (Brotscheiben in Joghurtsoße), Nan-buta (dickes Fladenbrot), Bosragh (für Festtage gebackene Kekse) und Pirki (mit Spinat oder Kartoffeln gefüllte Teigtaschen).

## Bekannte Hazaras
- Sima Samar – Politikerin und Ärztin
- Abdul Ali Mazari – Politiker
- Muhammad Musa – Armeegeneral, Politiker und Oberbefehlshaber der pakistanischen Armee
- Burhan Qurbani – Filmregisseur und Drehbuchautor
- Ramasan Bashardost – Politiker
- Hamid Rahimi – Profiboxer und aktueller GBC Weltmeister
- Rohullah Nikpai – Taekwondoin, Bronzemedaillengewinner bei den Olympischen Sommerspielen 2008 und 2012